# Hirschl Mayr
Hirschl Mayr (* in Wien; † nach 1673 in Nikolsburg) war ein jüdischer Hoffaktor in Wien.

## Leben
Hirschl Mayr trat in der jüdischen Geschichte Wiens und Niederösterreichs hervor. Seine Herkunft ist unsicher, wahrscheinlich stammte seine Familie aus Wien, im Grundbuch aus dem Jahr 1632 gibt es einen Solomon Mayr, vielleicht sein Vater. Erstmals erwähnt wurde Hirschl Mayr 1651, als eine Jüdin erschossen und der Gemeindevorstand verdächtigt wurde. Kaiser Ferdinand III. beschloss 1652, nicht nur die Wiener jüdische Gemeinde, sondern auch die niederösterreichischen Juden zu besteuern. Mayr Hirschl übernahm den Posten des Steuerpächters, also des verhassten Eintreibers. Nach Ferdinands III. Tod 1657 wurden zwei Untersuchungskommissionen gegen ihn wegen angeblichen Betruges eingesetzt. Wohl aufgrund der guten Beziehungen Mayrs wurde das Verfahren eingestellt. Im Jahr 1667 gab es wieder einen Mord an einer Jüdin, für den Mayr verhaftet wurde. Zwar wurde er vom Mord entlastet, doch wurden neue Unterschlagungsvorwürfe erhoben. Die kaiserliche Kommission nahm sie zum Anlass des Vorschlags, die Juden aus Wien zu vertreiben. 1670 wurde dies umgesetzt, Hirschl Mayr ging wie viele Wiener Juden ins Exil in mährische Nikolsburg, wo er verstarb. 1673 war er noch an Verhandlungen mit Wiener Beauftragten über eine Rückkehr zumindest der reicheren Juden in Wischau beteiligt.
Die Brüder Marcus und Hirschl Mayr waren Söhne von Lazarus Mayr († 1710), wie ihr Vater bedeutende Kreditgeber in Wien neben Samson Wertheimer und gehörten nach 1715 zu den Hauptfinanziers der Karlskirche.